# Kasi Lemmons
Kasi Lemmons (* 24. Februar 1961 in St. Louis, Missouri; gebürtig Karen Lemmons) ist eine US-amerikanische Schauspielerin, Regisseurin und Drehbuchautorin.

## Leben
Lemmons ist Tochter eines Biologielehrers und einer Psychotherapeutin. Sie debütierte als Schauspielerin im Fernsehfilm Das elfte Opfer aus dem Jahr 1979. In der Horrorkomödie Vampire’s Kiss (1989) trat sie in einer größeren Rolle an der Seite von Nicolas Cage, María Conchita Alonso und Jennifer Beals auf. Im Thriller Das Schweigen der Lämmer (1991) spielte sie die Rolle der mit Clarice Starling (Jodie Foster) befreundeten Studentin der FBI-Akademie Ardelia Mapp. Eine der größeren Rollen spielte sie an der Seite von Virginia Madsen im Horrorfilm Candyman’s Fluch (1992).
Als Regisseurin und Drehbuchautorin debütierte Lemmons mit dem Filmdrama Eve’s Bayou – Im Bann der Lügen (1997) mit Meagan Good und Samuel L. Jackson. Für diese Arbeit erhielt sie im Jahr 1997 als Beste Regiedebütantin den National Board of Review Award sowie 1998 den Independent Spirit Award und den Black Film Award des Acapulco Black Film Festivals. Im Jahr 2001 war sie Jurymitglied des Sundance Film Festivals. Als Regisseurin der Filmbiografie Talk to Me mit Don Cheadle in der Hauptrolle wurde sie bei den Image Awards 2008 als beste Regisseurin ausgezeichnet.
Zwölf Jahre später führte Lemmons Regie und arbeitete am Drehbuch bei dem Historienfilm Harriet – Der Weg in die Freiheit (2019) mit. Titelheldin Cynthia Erivo erhielt für ihre Darstellung der Harriet Tubman eine Oscar-Nominierung. Im Dezember 2022 erschien mit Whitney Houston: I Wanna Dance with Somebody Lemmons sechster Spielfilm als Regisseurin. Die Filmbiografie folgt dem Leben von Whitney Houston. Für die Hauptrolle wurde die Britin Naomi Ackie verpflichtet.
Lemmons ist seit dem Jahr 1995 mit dem Schauspieler Vondie Curtis-Hall verheiratet. Sie hat zwei Kinder.

## Filmografie (Auswahl)

### Als Schauspielerin
- 1979: Das elfte Opfer (11th Victim)
- 1985: Spenser
- 1986: Adam’s Apple
- 1986–1989: As the World Turns (Fernsehserie)
- 1988: School Daze
- 1989: Vampire’s Kiss
- 1991: Das Schweigen der Lämmer (The Silence of the Lambs)
- 1991: The Five Heartbeats
- 1992: Starfighter des Todes (Afterburn)
- 1992: Candyman’s Fluch (Candyman)
- 1993: Harte Ziele (Hard Target)
- 1994: Schieß auf die Weißen (Fear of a Black Hat)
- 1994: Drop Squad
- 1997: Gridlock’d – Voll drauf! (Gridlock’d)
- 1997: Zwei Singles in L.A. (’Til There Was You)
- 2006: Waist Deep

### Als Regisseurin
- 1997: Eve’s Bayou – Im Bann der Lügen (Eve’s Bayou)
- 1998: Dr. Hugo
- 2001: The Caveman’s Valentine
- 2007: Talk to Me
- 2019: Harriet – Der Weg in die Freiheit (Harriet)
- 2020: Self Made: Das Leben von Madam C.J. Walker (Miniserie, 2 Folgen)
- 2022: Whitney Houston: I Wanna Dance with Somebody

### Als Drehbuchautorin
- 1997: Eve’s Bayou
- 1998: Dr. Hugo
- 2019: Harriet – Der Weg in die Freiheit (Harriet)
- 2022: Whitney Houston: I Wanna Dance with Somebody